# 3298 Масандра
3298 Масандра (енгл. 3298 Massandra) је астероид главног астероидног појаса са пречником од приближно 11,16 .
Афел астероида је на удаљености од 2,806 астрономских јединица (АЈ) од Сунца, а перихел на 1,901 АЈ.
Ексцентрицитет орбите износи 0,192, инклинација (нагиб) орбите у односу на раван еклиптике 2,565 степени, а орбитални период износи 1319,184 дана (3,611 године).
Апсолутна магнитуда астероида је 13,50 а геометријски албедо 0,056.
Астероид је откривен 21. јула 1979. године.